# 썸머 스토리
《썸머 스토리》(A Summer Story)는 영국에서 제작된 피에스 해가드 감독의 1988년 영화이다. 존 골즈워디의 단편소설을 바탕으로 제작되었다. 이모겐 스텁스 등이 주연으로 출연하였고 댄톤 리스너 등이 제작에 참여하였다.

## 출연

### 주연
- 이모겐 스텁스
- 제임스 윌비
- 소피 워드
- 수잔나 요크

## 기타
- 미술: 레오 오스틴
- 의상: 제니 비번